# Sebastião Xavier da Veiga Cabral da Câmara
Sebastião Xavier da Veiga Cabral da Câmara (Santa María de Soutelo, 22 de julio de 1742 - Río Grande, 5 de noviembre de 1801) fue un militar y administrador colonial portugués. Fue gobernador de la capitanía de Río Grande de San Pedro siendo, inclusive, quien más tiempo permaneció en ese puesto entre todos los gobernadores del periodo colonial brasileño.